# Dipolog
Dipolog é uma cidade de terceira classe de renda da cidade na província Zamboanga do Norte, nas Filipinas. De acordo com o censo de 1 maio  de  2020 possui uma população de 138 141 pessoas e 33 154 domicílios.